# Playboi Carti
Jordan Terrell Carter (n. 13 septembrie 1995, Atlanta, SUA), cunoscut sub numele său de scenă Playboi Carti, este un rapper, cântăreț și compozitor american. Mixtape-ul său de debut omonim a fost lansat pe 14 aprilie 2017. Inițial a fost numit Sir Cartier (stilizat ca $ir Cartier) când și-a început cariera muzicală în 2011.
Sir Cartier, a lansat un mixtape intitulat THC: THE HIGH CHRONICAL $ pe 5 noiembrie 2011, care de atunci a fost șters de pe Internet. A urmat cu mixtape-ul Young Mi$fit pe 12 noiembrie 2012. Și-a schimbat numele artistului în Playboi Carti în mai 2013. Ca Playboi Carti, a devenit cunoscut în 2015 cu piesa sa Broke Boi. Inițial făcând parte din casa de discuri Awful Records din Atlanta, a cântat și la evenimentele de modă, cum ar fi Yeezy Season 5, VFiles și evenimentele Raf Simons, cu artiști precum Lil Uzi Vert și A$AP Rocky. În 2016, a apărut pe albumul de studio de debut al A$AP Mob, Cozy Tapes: Vol. 1 Friends -, pe piesele London Town și Telephone Calls, pe care acesta din urmă a fost lansat ca al doilea single de pe album.
Mixtape-ul de debut omonim al lui Carti, Playboi Carti, care include apariții ca invitați ai lui Lil Uzi Vert, A$AP Rocky și Leven Kali, a fost lansat pe 14 aprilie 2017. Lansarea omonimă a atras atenția diverselor publicații muzicale, inclusiv XXL, Pitchfork. , Spin, HotNewHipHop și PopMatters. XXL a remarcat piesa Magnolia ca o tăietură remarcabilă, în timp ce criticul Pitchfork Briana Younger a considerat că lansarea „găsește o dispoziție tulbure și economică și rămâne acolo, dar încrederea magnetică a lui Carti este cea care se transformă suficient în belșug”. Mixtape-ul a vândut 28.051 de unități în săptămâna sa de deschidere.
Însoțit de lansarea mixtape-ului, Carti a pornit într-un turneu, care l-a prezentat ca act de deschidere pentru Gucci Mane și Dreezy.
La sfârșitul anului 2017, Carti a apărut pe Cozy Tapes Vol. A$AP Mob. 2: Prea confortabil, A$AP Ferg's Still Striving și NAV's Perfect Timing. Carti lucra între timp la albumul său de debut, Die Lit, care avea să fie lansat pe 11 mai 2018.
Die Lit a fost un album care a primit recenzii mixte, dar fanii lui Carti s-au bucurat de album. Metacritic a evaluat albumul cu 71/100, cu un scor de utilizator de 8,2/10. Die Lit include piese notabile precum Shoota, Foreign, Choppa Won't Miss, Mileage și Poke it Out. Acest album a inclus elemente de la artiști precum Lil Uzi Vert, Nicki Minaj, Chief Keef, Young Thug, Travis Scott, Skepta și Bryson Tiller.
De la lansarea lui Die Lit, Playboi Carti s-a angajat într-un turneu propriu, în timp ce participă la piese precum Uh Uh (feat. Playboi Carti) din Mansion Musick de la Chief Keef și Get Dripped pe Nuthin' 2 Prove de la Lil Yachty.
Cu toate acestea, la scurt timp după lansarea lui Die Lit și turneul său, Carti a fost văzut discutând despre un nou album. Pe parcursul următorilor câțiva ani, Whole Lotta Red avea să fie divulgat sau jucat de Carti însuși la anumite spectacole. Pe 23 noiembrie 2020, Carti a anunțat că albumul a fost trimis la casa sa, împreună cu postarea mai multor fotografii neclare. Mai târziu avea să anunțe mai multe colaborări, cu artiști precum Kanye West și Future. DJ Akademiks a scris ulterior pe Twitter că albumul va fi lansat în ziua de Crăciun și a fost produs executiv de Kanye West.
Recepția fanilor lui Whole Lotta Red a fost polarizată la început, dar albumul a fost primit cu o recepție pozitivă a criticilor. Metacritic a evaluat albumul cu 75/100, cu un scor de utilizator de 7,4/10. Ulterior, albumul avea să crească în popularitate printre fanii Carti și pasionații de muzică deopotrivă de-a lungul timpului - în mare măsură datorită mai multor piese care au devenit virale pe TikTok - și a început să primească laude. De asemenea, este considerat un album de pionierat al sub-genului rage rap, punând bazele sunetului rage, influențând mulți artiști mai mici și underground să adopte stilul.
Playboi Carti a anunțat că următorul său proiect, Music, renunță la „ASAP” și a lansat șase single-uri pe contul său alternativ de Instagram pentru fanii săi, ca un preludiu la lansarea albumului. Carti a mai apărut recent în multe melodii de top, cum ar fi CARNIVAL, Type Shit și I LUV IT.
Playboi Carti a revenit cu al treilea single în câteva săptămâni. „H00DBYAIR”, distribuit în stilul de guerilla prin intermediul contului de Instagram "opium_00pium", a oferit o privire asupra următorului salt muzical al lui Carti în urma lui Whole Lotta Red. Cu toate acestea, a oferit și o perspectivă asupra vieții personale a lui Playboi Carti, și anume a copiilor săi. Deși știam cu toții că are un copil cu Iggy Azalea, rapperul a dezvăluit că și-a întâmpinat o fiică la începutul acestui an. Primul său copil, Onyx, este fiul pe care îl împarte cu rapperita australiana Iggy Azalea. Relația lor a fost public tumultoasă, Azalea exprimându-și nemulțumirea față de implicarea parentală a lui Carti. Ea a apelat la rețelele de socializare pentru a-și exprima nemulțumirile, evidențiind în special cazurile în care Carti ar fi dat prioritate carierei și angajamentelor sociale față de fiul lor. Azalea l-a criticat pe Carti pentru absența sa în momentele importante în familie, precum Crăciunul, și l-a acuzat că și-a neglijat îndatoririle paterne. Carti le-a asigurat fanilor că rămâne activ în viața fiului său, recunoscându-l pe Onyx pe ultimul său record. În plus, Onyx a apărut în noul său documentar care a apărut online. Cel mai recent, rapperul a dezvăluit vestea că are o fiică. Deși se știe puțin despre ea, el a confirmat că nou-născutul său se numește Yves în ultima sa melodie. „I was twenty-four when I had lil' Onyx/ Then I had a daughter, I had a daughter too/ Twenty-seven when I had Yves/ Now I can finally sleep”, cântă el pe single-ul său. Fanii au crezut mai târziu că numele fiicei sale a fost scris greșit Eve. Cu toate acestea, a mers pe Instagram pentru a împărtăși o postare în stil muzical care a corectat ortografia. 
Aceasta este prima ocazie în care Playboi Carti a dezvăluit că are o fiică. Cu toate acestea, după cum subliniază Complex, rapperul a fost arestat la începutul acestui an în legătură cu o dispută domestică cu poliția în care o descriu pe presupusa victimă drept „iubita sa însărcinată”. Trebuie menționat că avocatul său a negat că ar exista adevăr în spatele acestor afirmații. "Dl. Carter a fost acuzat în mod fals”, a spus Steel atunci. „În conformitate cu comunicările mele cu Procuratura Districtului Fulton County, acest caz va fi respins fără nicio urmărire penală sau litigiu.” (unreleased songs:24 songs, pissy pamper, place, etc)

## Discografie
- In Abundance (fan-made) (2016)
- Playboi Carti (2017)
- Die Lit (2018)
- Whole Lotta Red (2020)
- I AM MUSIC (2025)